# Aaron Island
Aaron Island est une communauté non incorporée située sur la côte sud de l'île de Terre-Neuve dans la province canadienne de Terre-Neuve-et-Labrador.